# 神鷹龜屬
神鷹龜屬是一种已灭绝的龟屬，生存于早侏罗世至中侏罗世的阿根廷，來自沥青谷組，模式种是曙神鹰龟（C. antiqua），亦是屬下唯一一種。